# Chrysobothris melazona
Chrysobothris melazona es una especie de escarabajo del género Chrysobothris, familia Buprestidae. Fue descrita científicamente por Chevrolat en 1835.